# 国民革命军第六十五军
国民革命军第六十五军，前身源自陈济棠國民革命軍第八路軍。在民國二十五年（1936），新桂系和粵系共謀的两广事变败於南京政府、導致陈济棠下野后，第八路軍撤銷，重編制為國民革命軍第四路軍，由在兩廣事變中服從南京的陳濟棠屬下余汉谋出任該路軍司令，原先第八路軍部隊被重新整編，部隊番號使用國民革命軍151師至160師這10個師編號，屬於國民革命軍中的廣東系統部隊，在國共內戰中遭到殲滅。

## 抗战时期
1937年7月，抗日战争全面爆发后，国民政府加速组织扩军投入对日作战。因应抗战形势，軍委會決定將157、158兩師編為国民革命军第六十五军，軍長同樣由粵系將領李振球出任，六十五軍仍隸屬第四路军；157師師長由黃濤擔任、158師長為曾友仁。同年12月，第四路軍改組更名為國民革命軍第十二集團軍，下轄部隊未變。
六十五軍成軍後未投入上海與南京戰場，主要佈署在廣東防禦，軍部設於廣東惠州，157師駐紮潮州、汕頭，師長兼任廈門守備司令；158師則駐紮在增城與廣州市一帶。民國二十七年（1938）初，157師撤出福建調整防禦區，強化廣州周圍防禦。武漢會戰期間，日軍發動廣州戰役，六十五軍作為廣州外圍守備部隊，未能阻止日軍登陸，而後158師先撤入廣州城內，在10月21日撤出廣州城，六十五軍與麾下部隊殘部北撤廣東新豐縣，防禦日軍北上。
由於六十五軍在廣州戰役的表現不佳，軍長李振球在民國二十八年（1939）1月遭撤職，在同年4月才由十二集團軍參謀長繆培南接任軍長職務。157師在休整期間移編給同樣由十二集團軍所轄之国民革命军第六十二军運用，十二集團軍將同系統的国民革命军第六十四军麾下擴編的國民革命軍第187師（師長孔可權）移編六十五軍。同年4月，六十五军改隶第九集团军，原第十二集团军参谋长繆培南接任军长，副軍長由國民革命軍第三十七軍軍長黃國樑接任。11月，军长缪培南升任第九集团军副总司令，副軍長黄國樑接任军长。
1939年11月27日至1940年1月10日，第四战区奉命发起冬季攻势，即第四战区冬季作战，又称第一次粤北会战，六十五军由军长黄国梁率领在粤北對日軍發動攻擊，但沒有顯著戰果。
民國二十九年（1940）春，国民革命军进行编制调整，國民革命軍第六十六軍因上年桂南會戰作战不力被撤裁，其辖下國民革命軍第160師改隶六十五军，六十五军移編回第十二集团军，但防區仍在廣東北部不變，此时麾下部隊為158師（師長林延華）、160師（師長宋士台）、187師（師長張光琼）。同年5月，日軍發動第二次粵北會戰，六十五軍作為防禦部隊之一，成功防禦日軍北上。
民國三十二年（1943）秋，158師與六十二軍麾下的國民革命軍第154師（師長張浩東）對調。1945年1月，六十五军参加湘粤赣战役，并于战役结束后移防浙江金华。六十五軍從成軍至抗戰勝利之間都佈署在廣東，且指揮人事也都由陳濟棠時代系統的中階軍官升任，並沒有顯著的中央化狀態。

## 國共內戰时期
民國三十四年（1945）9月，黄國樑辭職，至民國三十五年（1946）6月始由原副軍長張光琼升任整編六十五師師長。
1946年5月，六十五军因國軍整编計畫缩编为整编第六十五师，下轄師級部隊在整編中更名為154旅、160旅、187旅，北调山东参与第二次国共内战。154旅未隨部隊北上，其它部隊編入徐州綏靖公署第一綏靖區指揮。在徐州作戰期間，187旅於江蘇如皋遭殲滅，旅長梁采林遭俘虜。
1947年9月，因西北战事吃紧，整六十五师师部与一六〇旅、一八七旅空运西安，一五四旅回粤编练新兵。
1948年4月，整六十五师在胡宗南统率下参与西府陇东战役，尽管国军在战役中失去延安，但在付出巨大伤亡后成功遏制解放军西北野战军继续南下的意图。同年10月，整六十五师恢复军级番号，先后参加荔北战役和西北1948年冬季战役，军长李振凭战功升任新组建之国军第十八兵团司令官，统辖第一军、第三十八军、第六十五军和第九十军。
1949年，六十五军先后参加扶眉战役、陕中战役、成都战役，在部队损失惨重、战役败局已定的情况下，兵团司令官李振于同年12月25日率残部向解放军投降，此后国军不再使用第六十五军番号。